# Guido Pella
Guido Pella (Bahía Blanca, 17 mei 1990) is een Argentijnse tennisser. Hij heeft één ATP toernooi gewonnen. Daarnaast stond hij in de finale van vier andere ATP-toernooien. Hij deed al mee aan meerdere grandslamtoernooien. Hij heeft dertien challengers in het enkelspel, de ATP Challengers finals in het enkelspel en zes challengers in het dubbelspel op zijn naam staan.

## Palmares

### Enkelspel
| Legenda                       | Legenda               |
| ----------------------------- | --------------------- |
| Grand Slam                    |                       |
| Olympische Spelen             |                       |
| tot 2009                      | vanaf 2009            |
| Tennis Masters Cup            | ATP Finals            |
| ATP Masters Series            | ATP Tour Masters 1000 |
| ATP International Series Gold | ATP Tour 500          |
| ATP International Series      | ATP Tour 250          |

| Nr.                  | Datum             | Toernooi                   | Ondergrond    | Tegenstander in finale | Score               | Details |
| -------------------- | ----------------- | -------------------------- | ------------- | ---------------------- | ------------------- | ------- |
| Gewonnen finales     |                   |                            |               |                        |                     |         |
| 1.                   | 3 maart 2019      | ATP São Paulo              | Gravel (i)    | Cristian Garín         | 7-5, 6-3            | Details |
| Verloren finales     |                   |                            |               |                        |                     |         |
| 1.                   | 21 februari 2016  | ATP Rio de Janeiro         | Gravel        | Pablo Cuevas           | 4–6, 7-6(5), 4-6    | Details |
| 2.                   | 7 mei 2017        | ATP München                | Gravel        | Alexander Zverev       | 4–6, 3–6            | Details |
| 3.                   | 22 juli 2018      | ATP Umag                   | Gravel        | Marco Cecchinato       | 2-6, 6-7(4)         | Details |
| 4.                   | 10 februari 2019  | ATP Córdoba                | Gravel        | Juan Ignacio Londero   | 6-3, 5-7, 1-6       | Details |
| Gewonnen challengers |                   |                            |               |                        |                     |         |
| 1.                   | 27 februari 2012  | Salinas                    | Gravel        | Paolo Lorenzi          | 1-6, 7-5, 6-3       |         |
| 2.                   | 30 juli 2012      | Manta                      | Hardcourt     | Maximiliano Estevez    | 6-4, 7-5            |         |
| 3.                   | 17 september 2012 | Campinas                   | Gravel        | Leonardo Kirche        | 6-4, 6-0            |         |
| 4.                   | 27 november 2012  | ATP Challenger Tour Finals | Hardcourt (i) | Adrian Ungur           | 6-3, 6-7(4), 7-6(4) |         |
| 5.                   | 6 oktober 2013    | São Paulo-4                | Gravel        | Facundo Argüello       | 6-1, 6-0            |         |
| 6.                   | 23 november 2014  | Lima                       | Gravel        | Jason Kubler           | 6-2, 6-4            |         |
| 7.                   | 5 april 2015      | San Luis Potosí            | Gravel        | James McGee            | 6-3, 6-3            |         |
| 8.                   | 3 mei 2015        | São Paulo                  | Gravel        | Christian Lindell      | 7-5, 7-6(1)         |         |
| 9.                   | 4 oktober 2015    | Porto Alegre               | Gravel        | Diego Schwartzman      | 6-3, 7-6(5)         |         |
| 10.                  | 22 november 2015  | Montevideo (1)             | Gravel        | Íñigo Cervantes Huegun | 7-5, 2-6, 6-4       |         |
| 11.                  | 2 juli 2017       | Milaan                     | Gravel        | Federico Delbonis      | 6-2, 2-1, opgave    |         |
| 12.                  | 12 augustus 2017  | Floridablanca              | Gravel        | Facundo Argüello       | 6-2, 6-4            |         |
| 13.                  | 11 november 2018  | Montevideo (2)             | Gravel        | Carlos Berlocq         | 6-3, 3-6, 6-1       |         |

### Dubbelspel
| Nr.                  | Datum            | Toernooi    | Ondergrond | Partner           | Tegenstanders in finale                | Score               |
| -------------------- | ---------------- | ----------- | ---------- | ----------------- | -------------------------------------- | ------------------- |
| Gewonnen challengers |                  |             |            |                   |                                        |                     |
| 1.                   | 9 april 2012     | Pereira     | Gravel     | Martín Alund      | Sebastián Decoud Rubén Ramírez Hidalgo | 6-3, 2-6, [10-5]    |
| 2.                   | 20 april 2014    | São Paulo-2 | Gravel     | Diego Schwartzman | Máximo González Andrés Molteni         | 1-6, 6-3, [10-4]    |
| 3.                   | 15 november 2014 | Guayaquil   | Gravel     | Máximo González   | Pere Riba Jordi Samper Montaña         | 2-6, 7-6(3), [10-5] |
| 4.                   | 23 november 2014 | Lima        | Gravel     | Sergio Galdós     | Marcelo Demoliner Roberto Maytín       | 6-3, 6-1            |
| 5.                   | 15 maart 2015    | Santiago    | Gravel     | Andrés Molteni    | Andrea Collarini Máximo González       | 7-6(7), 3-6, [10-4] |
| 6.                   | 31 mei 2015      | Vicenza     | Gravel     | Facundo Bagnis    | Salvatore Caruso Federico Galo         | 6-2, 6-4            |

## Resultaten grote toernooien
| Legenda | Legenda                          |
| ------- | -------------------------------- |
| g.t.    | geen toernooi gehouden           |
| l.c.    | lagere categorie                 |
| –       | niet deelgenomen                 |
| G       | uitgeschakeld in de groepsfase   |
| 1R      | uitgeschakeld in de eerste ronde |
| 2R      | uitgeschakeld in de tweede ronde |
| 3R      | uitgeschakeld in de derde ronde  |
| 4R      | uitgeschakeld in de vierde ronde |
| KF      | uitgeschakeld in de kwartfinale  |
| HF      | uitgeschakeld in de halve finale |
| F       | de finale verloren               |
| W       | het toernooi gewonnen            |
| w-v     | winst/verlies-balans             |

### Enkelspel
| grandslamtoernooien  |    |      |      |      |    |      |      |      |      |    |
| Australian Open      | –  | 1R   | –    | –    | 2R | 1R   | 1R   | 1R   | 3R   | 1R |
| Roland Garros        | –  | 2R   | –    | –    | 2R | 1R   | 2R   | 2R   | 2R   | 2R |
| Wimbledon            | –  | 1R   | –    | –    | 1R | –    | 3R   | KF   | g.t. | 1R |
| US Open              | 1R | 1R   | –    | 1R   | 2R | 2R   | 3R   | 1R   | 1R   |    |
| ATP Masters 1000     |    |      |      |      |    |      |      |      |      |    |
| Indian Wells         | –  | 1R   | –    | –    | 3R | 2R   | 1R   | 3R   | g.t. |    |
| Miami                | –  | 2R   | 1R   | –    | 1R | 3R   | 1R   | 2R   | g.t. | –  |
| Monte Carlo          | –  | –    | –    | –    | 1R | –    | 1R   | KF   | g.t. | 1R |
| Madrid               | –  | –    | –    | –    | 1R | –    | –    | 2R   | g.t. | 1R |
| Rome                 | –  | –    | –    | –    | 1R | –    | –    | 1R   | 1R   | –  |
| Montreal/Toronto     | –  | –    | –    | –    | –  | –    | –    | 3R   | g.t. |    |
| Cincinnati           | –  | –    | –    | –    | –  | –    | –    | 2R   | –    |    |
| Shanghai             | –  | –    | –    | –    | –  | –    | –    | 1R   | g.t. |    |
| Parijs               | –  | –    | –    | –    | –  | –    | –    | –    | –    |    |
| olympisch            |    |      |      |      |    |      |      |      |      |    |
| Olympische Spelen    | –  | g.t. | g.t. | g.t. | –  | g.t. | g.t. | g.t. | g.t. |    |
| statistieken         |    |      |      |      |    |      |      |      |      |    |
| totaal aantal titels | 0  | 0    | 0    | 0    | 0  | 0    | 0    | 1    | 0    | 0  |
| eindejaarsranking    | 97 | 118  | 155  | 74   | 80 | 64   | 58   | 25   | 43   |    |

### Dubbelspel
| grandslamtoernooien  |     |      |      |      |      |    |
| Australian Open      | 1R  | 1R   | 1R   | 1R   | 2R   | 1R |
| Roland Garros        | 1R  | –    | 2R   | HF   | 2R   | 1R |
| Wimbledon            | 1R  | –    | –    | 1R   | g.t. | –  |
| US Open              | 1R  | 1R   | 1R   | 1R   | –    |    |
| ATP Masters 1000     |     |      |      |      |      |    |
| Indian Wells         | 2R  | –    | –    | 1R   | g.t. |    |
| Miami                | –   | –    | –    | 2R   | g.t. | –  |
| Monte Carlo          | –   | –    | –    | 2R   | g.t. | KF |
| Madrid               | 1R  | –    | –    | HF   | g.t. | –  |
| Rome                 | –   | –    | –    | 2R   | 1R   | –  |
| Montreal/Toronto     | –   | –    | –    | 1R   | g.t. |    |
| Cincinnati           | –   | –    | –    | 1R   | –    |    |
| Shanghai             | –   | –    | –    | 1R   | g.t. |    |
| Parijs               | –   | –    | –    | –    | –    |    |
| olympisch            |     |      |      |      |      |    |
| Olympische Spelen    | –   | g.t. | g.t. | g.t. | g.t. |    |
| statistieken         |     |      |      |      |      |    |
| totaal aantal titels | 0   | 0    | 0    | 0    | 0    | 0  |
| eindejaarsranking    | 209 | 816  | 136  | 58   | 71   |    |